# Methodistische Kirche Stavanger

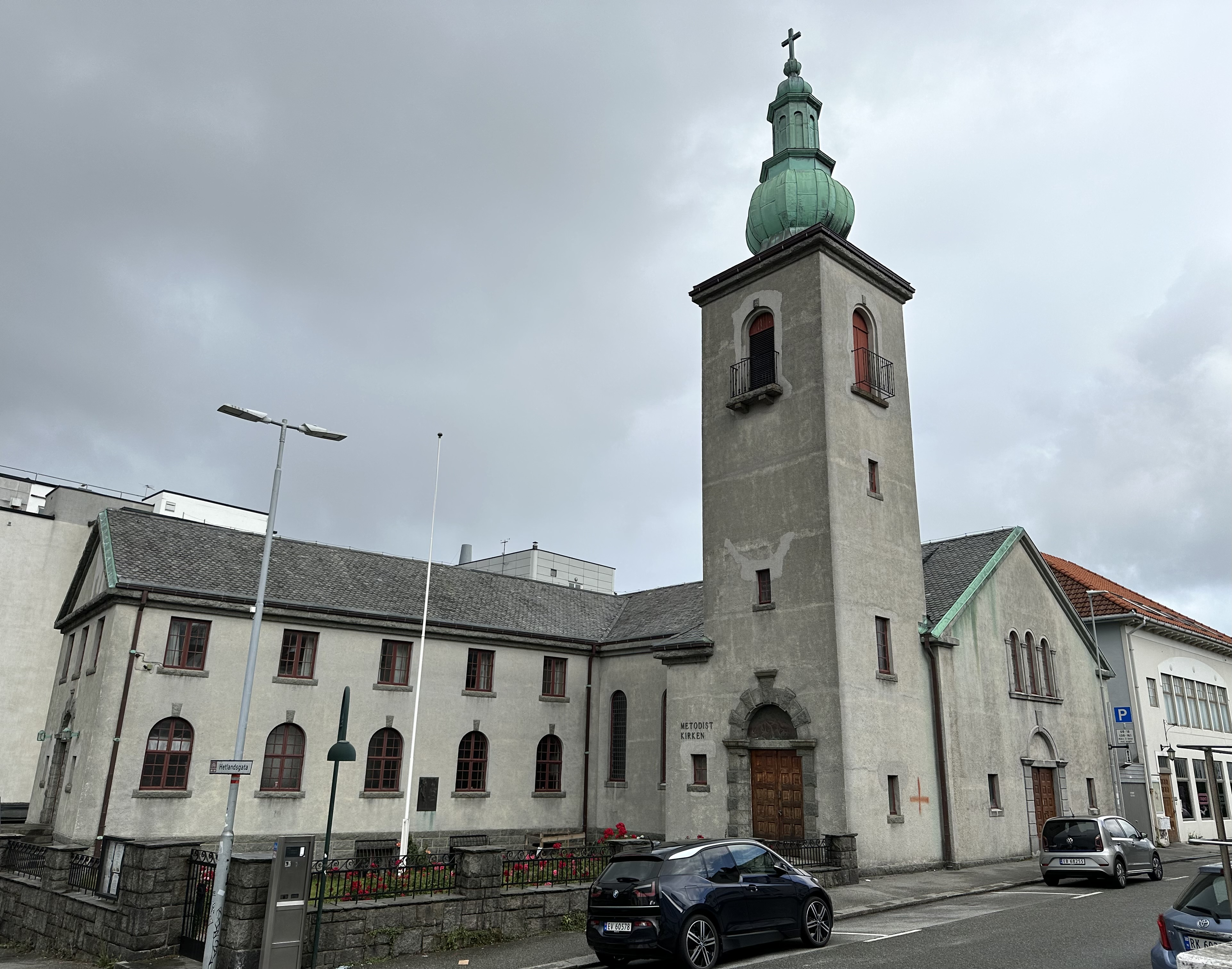
Methodistische Kirche Stavanger, 2023

Die Methodistische Kirche Stavanger (norwegisch Metodistkirken i Stavanger) ist eine Evangelisch-methodistische Kirche in der norwegischen Stadt Stavanger.

## Lage
Die Kirche befindet sich im Stadtzentrums von Stavanger, auf der Westseite der Straße Vaisenhusgaten, nördlich der Kreuzung mit der Hetlandsgata, an der Adresse Vaisenhusgaten 7.

## Architektur und Geschichte
Die methodistische Gemeinde Stavangers wurde am 8. November 1874 gegründet. Ihr gehörten zunächst 17 Frauen und 10 Männer an. Noch in diesem Jahr wurde auch eine erstes Betel genanntes Holzgebäude errichtet. Ab 1911 gab es Überlegungen zum Bau einer größeren Kirche. Nach längeren Spendensammlungen und Arbeiten wurde die neue Kirche 1924 fertiggestellt. Dabei wurde die alte Kirche restauriert und teilweise der Neubau auf dem Grundstück erbaut. Der Entwurf stammte vom Architekten Gustav Helland.
An der Kirche war auch der Stavanger Bürgermeister Michael Malvin Michaelsen als Prediger tätig.

## Einrichtungsgegenstände
Oberhalb des Haupteingangs zur Kirche besteht ein von Øivind Weltzin  aus Kupfer gefertigtes Relief, das die Heilige Familie darstellt. Zum Garten hin befindet sich an der Außenseite des Gebäudes ein Kupferrelief mit den Namen von drei Jugendlichen, die im Zweiten Weltkrieg fielen. Das Relief trägt die norwegischsprachige Inschrift Norge over våre grave, Blomstre som en Herrens have. (deutsch Norwegen über unseren Gräbern, blühend wie der Garten des Herrn.) 

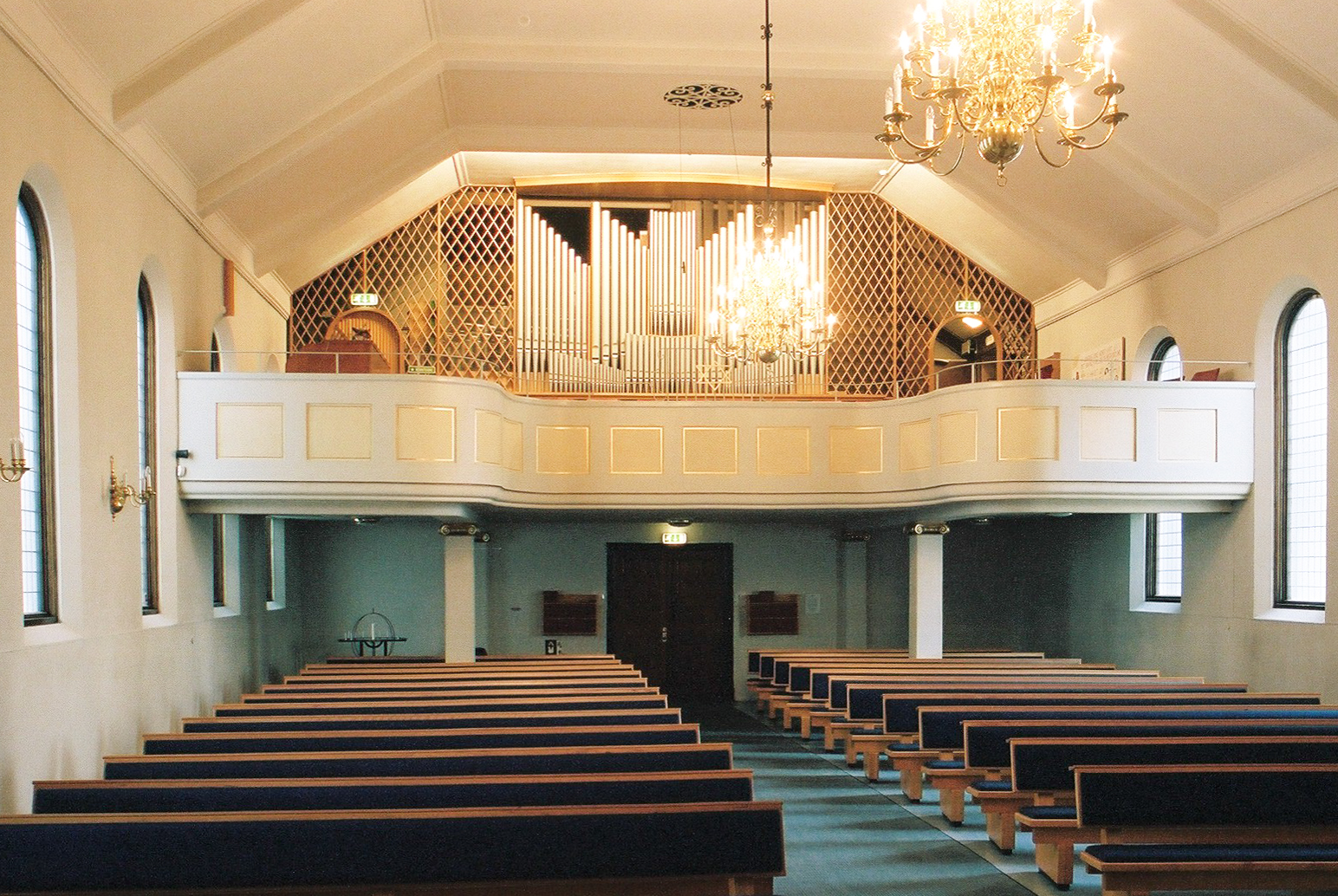
Blick zur Orgel, 2009

Im Kircheninneren befindet sich oberhalb der Kanzel ein von Eilif Petersen geschaffenes, Christus in Gethsemane darstellendes Altarbild. Von Trygve Frafjord stammen die Kerzenständer auf dem Altar und ein von Mons Breidvik koloriertes Relief vor der Kanzel. Ein großes hölzernes Relief an der Seitenwand wurde von Oscar Zwink aus Oberammergau geschaffen. 
Unten im Kirchenschiff befindet sich die erste Orgel aus dem Jahr 1875. 1949 erhielt die Kirche eine neue, vom Osloer Orgelbauer Jørgensen geschaffene Orgel, diese befindet sich auf der Empore.
Die Kirche verfügt über zwei von Olsen Nalum gegossene Glocken. Sie tragen die norwegischen Inschriften Se det Guds Lam som bærer verdens synd! (deutsch: Siehe, das Lamm Gottes, das wegnimmt der Welt Sünde!) und Land, Land, Land, hør Herrens ord! (Land, Land, Land, höre des Herrn Wort!).